# Welschnofen
Welschnofen ([vɛlʃn̩'oˑfn̩]; italienisch Nova Levante, ladinisch Nueva Ladina) ist eine Gemeinde mit 2083 Einwohnern (Stand 31. Dezember 2024) in Südtirol in der Nähe von Bozen. 
Diese wurde nach dem gleichnamigen Hauptort benannt. Aufgrund ihrer landschaftlichen Lage und des touristischen Angebotes ist die Gemeinde als Urlaubsziel attraktiv. Sowohl Winter- als auch Sommer-Tourismus spielen daher eine wichtige wirtschaftliche Rolle. In den Welschnofner Hotels, Gasthöfen und Privatzimmern können rund 2500 Gäste beherbergt werden.

## Geographie

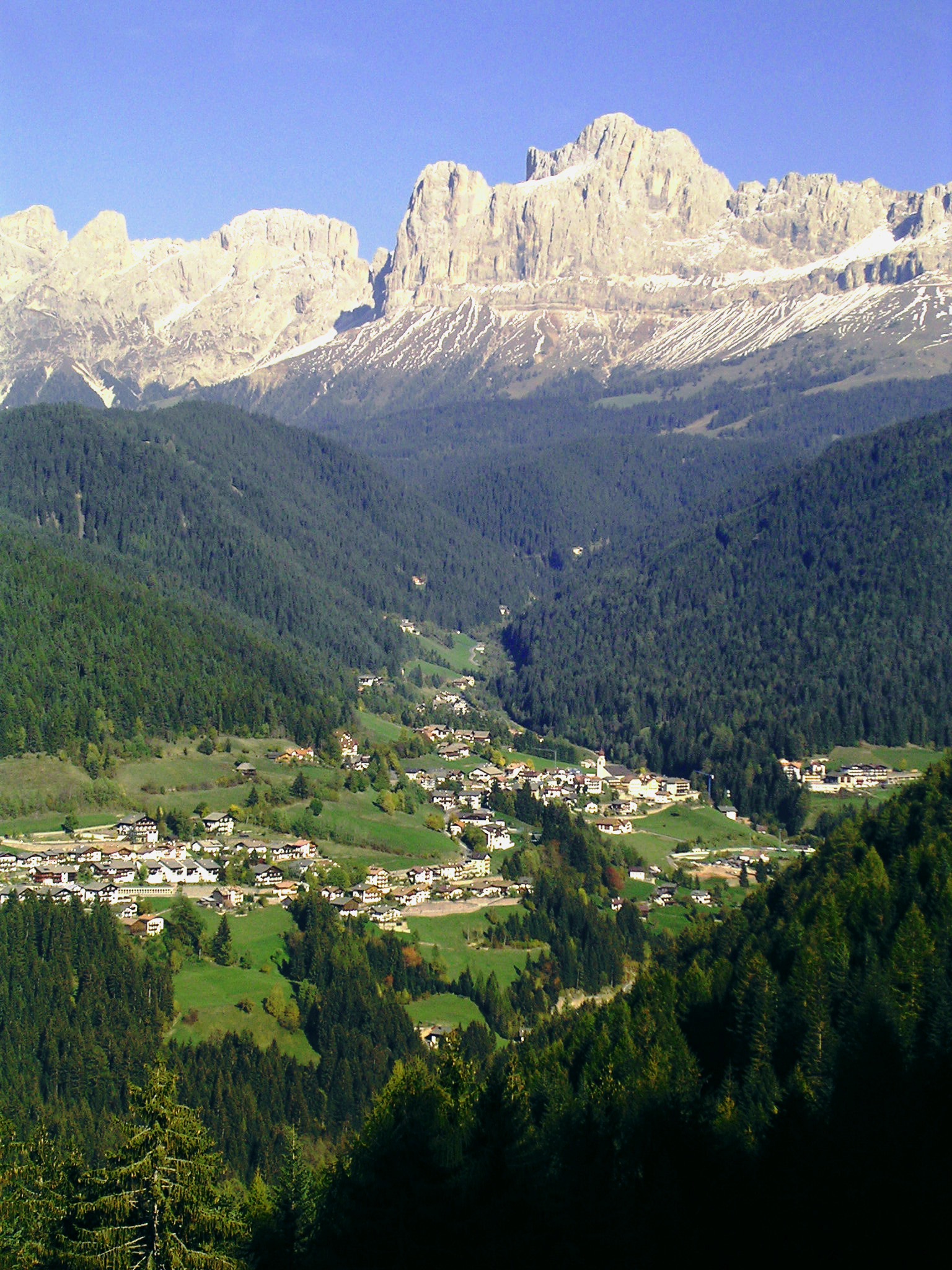
Ortsansicht von Westen mit dem Bergmassiv des Rosengartens im Hintergrund

Welschnofen umfasst Gebiete im oberen Eggental und in umliegenden Berggebieten der Dolomiten im Südosten Südtirols. Das Eggental, das bei Kardaun vom Eisacktal abzweigt und vom Eggentaler Bach entwässert wird, teilt sich bei Birchabruck in zwei Äste, von denen einer nach Süden und einer nach Osten führt. Die Gemeinde Welschnofen nimmt den Großteil des östlichen Asts ein, in dem sich auf 1180 m Höhe der den Charakter eines Straßendorfes aufweisende Hauptort Welschnofen befindet. Talaufwärts folgen der auf 1519 m im Latemarwald gelegene Karersee sowie darüber auf 1650 m die gleichnamige Siedlung Karersee. Der östliche Ast des Eggentals endet schließlich auf 1752 m am Karerpass, einem Übergang ins Fassatal.

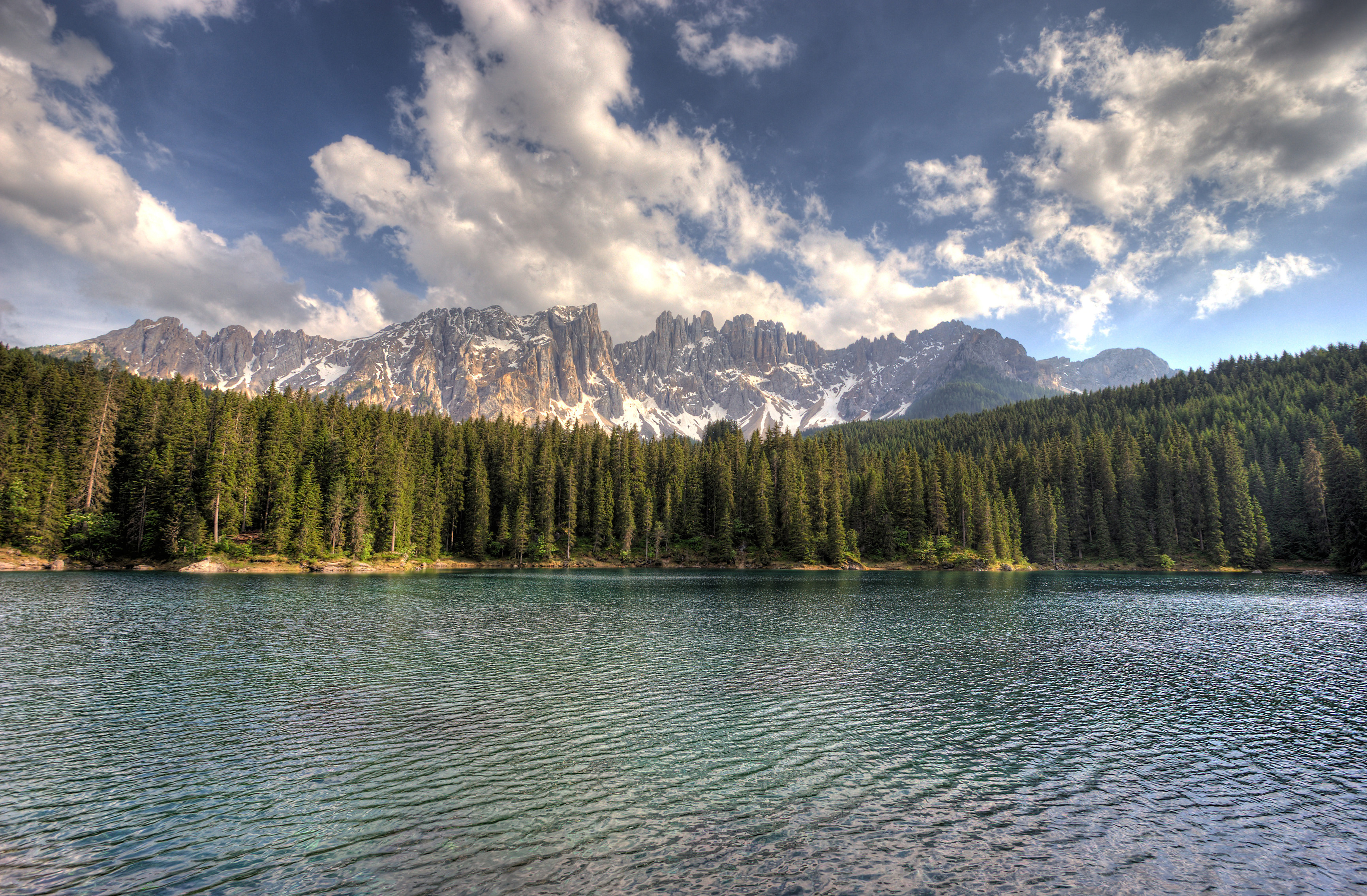
Karersee

Überragt wird der Karerpass nordseitig vom Hauptkamm des Rosengartens, dessen höchste Gipfel auf Gemeindegebiet die Tscheiner Spitze (2810 m) und die Rotwand (2806 m) sind. Westlich unterhalb seiner Felswände vermittelt der Nigerpass (1690 m) einen Übergang ins Tierser Tal. Südlich vom Karerpass erhebt sich der Latemar, der mit dem Diamantiditurm (2842 m) und der Latemarspitze (2800 m), seinen beiden höchsten Gipfeln, das Panorama des Karersees dominiert.
Im Westen sind Deutschnofen und Karneid die Eggentaler Nachbargemeinden. Nordseitig stößt Welschnofen an Tiers. Im Osten und Süden, also am Karerpass und am Gipfelkamm von Rosengarten und Latemar, grenzt die Gemeinde ans Trentino.

## Geschichte
Eine ganzjährige bewirtschaftete Siedlungsstruktur im Welschnofner Gebiet ist nach der ersten Jahrtausendwende n. Chr. anzunehmen. Die erste Nennung als „Noue“ erfolgte in den Jahren 1142–1147 in einer Traditionsnotiz von Bischof Hartmann von Brixen zugunsten von Kloster Neustift. In einer Bozner Urkunde von 1312 zugunsten des dortigen Heiliggeistspitals wird der Ort als „Noua latina“ bezeichnet. Im Vogteiurbar der Gerichtsherrschaft Karneid von ca. 1341/51 taucht erstmals der Ortsname „Wælsche Noue“ auf, und es wird mit „ze Niderst Noue“ und „ze Obrist Noue“ zwischen einem Unter- und einem Oberwelschnofen unterschieden. Der Ortsname erklärt sich aus dem romanischen nova, was so viel wie „neue Rodung“, also Neu-Raut, bedeutet. Der Ausdruck „Welsch“ weist darauf hin, dass an dem Siedlungsaufbau ursprünglich vorwiegend Welsche, d. h. Ladinisch-Sprechende, beteiligt waren (im Gegensatz zur Nachbargemeinde Deutschnofen). Darauf lassen auch verschiedene Flur- und Hofnamen schließen, wie Talt, Plun, Kaldrun, Zenai, Frin und andere mehr. Man sprach einen eigenen ladinischen Dialekt, nämlich das Eggentalerische (noves), das mit dem Grödnerischen eng verwandt ist. Der Sprachwechsel von Ladinisch zu Deutsch fand großteils im 16. und 17. Jahrhundert statt.
Welschnofen war nie ein wohlhabender Ort. Seine Einwohner lebten jahrhundertelang von den kargen Erträgen der Landwirtschaft. Der Getreideanbau diente immer nur der Selbstversorgung. Ein kalter und kurzer Sommer genügte, um die Bevölkerung in Not und Hunger zu stürzen. Auch die Viehzucht betrieb man nur der Selbstversorgung wegen. Der natürliche Reichtum der Waldungen konnte bis zur Eröffnung der Eggentaler Straße 1860 nicht entsprechend genutzt werden, da der Abtransport des Holzes sehr mühselig war. Eine gewisse Bedeutung erlangte der Verkauf von Lörget (Lärchenharz), Pigl (Holzteer) und Holzkohle. Welchen Stellenwert der Eisenerzabbau am Latemar für Welschnofens Wirtschaft im Mittelalter hatte, ist heute nicht mehr festzustellen.
Kloster Neustift war jahrhundertelang der Grundherr des Gebietes. Die auf den Höfen lebenden und arbeitenden Bauern waren zu jährlichen Abgabenlieferungen verpflichtet, welche sie aber aufgrund der armseligen Lebensumstände oft nicht termingerecht entrichten konnten.
Kirchlich gesehen gehörte Welschnofen zur Pfarre Völs am Schlern, die ihrerseits dem Kloster Neustift unterstand. Die Welschnofner mussten einen Fußmarsch von vier Stunden in Kauf nehmen, um an den Gottesdiensten und Beerdigungen in Völs teilnehmen zu können. So bemühte man sich schon früh um die Einsetzung eines eigenen Seelsorgers vor Ort, was sich aber auf Grund der misslichen finanziellen Lage als sehr schwierig erwies.
Eine Kirche wird in Welschnofen erstmals 1298 erwähnt. Dort fanden aber lange Zeit nur sporadisch Gottesdienste statt. Ab 1341 wurde Welschnofen seelsorglich durch die Völser Expositur Tiers betreut, aber erst seit 1484 scheint es einen ständigen Kuraten in Welschnofen gegeben zu haben. Seit dem 17. Jahrhundert bis heute stellt das Kloster Neustift die Seelsorger. Die Kirchenpatrone der Ortspfarre sind der hl. Ingenuin und der hl. Albuin. Die heutige Kirche ist ein Neubau aus dem Jahre 1967. Der Kirchturm, das Wahrzeichen des Dorfes, stammt in der jetzigen Form aus dem 18. Jahrhundert.
Als es in Welschnofen noch keinen Friedhof gab, wurden die Leichname nach Völs, später Tiers zur Beerdigung gebracht. Im Winter, wenn der Weg über den Zischgl ungangbar war, wurden die Leichen in einer großen Totentruhe auf der Zischgl-Gstalt bis zum Frühjahr aufbewahrt.
Ursprünglich stand Welschnofen unter der Gerichtsbarkeit der Herren von Völs und ging später in die Gerichtsbarkeit Karneid über. Das Gericht war zuständig für die gesamte politische Verwaltung und für die Rechtspflege, für die Einhebung von Steuern, für die Landesverteidigung, für die öffentliche Sicherheit sowie für die Instandhaltung der Verkehrswege, die Armenpflege und die Nutzung der Wald- und Weiderechte. Auch verwaltungsmäßig unterstand Welschnofen zusammen mit den Vierteln Karneid, Steinegg und Gummer als Fraktion der Gemeinde Karneid.
Ein Teil der Grenzen des Gerichtes fiel mit den Grenzen der beiden Bistümer Trient und Brixen (Eggentaler Bach, Fötschenbach, Latemar) zusammen. Welschnofen gehörte im Gegensatz zu Deutschnofen, welches unter den Bischöfen von Trient stand, bis 1818 dem Bistum Brixen an, dessen Bischof vom Mittelalter und herauf bis in die Neuzeit zugleich die höchste weltliche und kirchliche Autorität darstellte.
1779 ist zum ersten Mal die Rede von einer Trivialschule in Welschnofen.
Das 19. Jahrhundert brachte für Welschnofen viele Veränderungen politischer, wirtschaftlicher und sozialer Natur. Die langen Bemühungen um die Lostrennung von der Großgemeinde Karneid gelangen im Anschluss an die Errichtung der Straße durch das Eggental 1860. Mit dieser Verbindung zu Bozen bahnten sich neue wirtschaftliche Entwicklungsmöglichkeiten für das Dorf an: Holzwirtschaft, Alpinismus, Tourismus. 1870 begann die Geschichte Welschnofens als eigenständige Gemeinde.

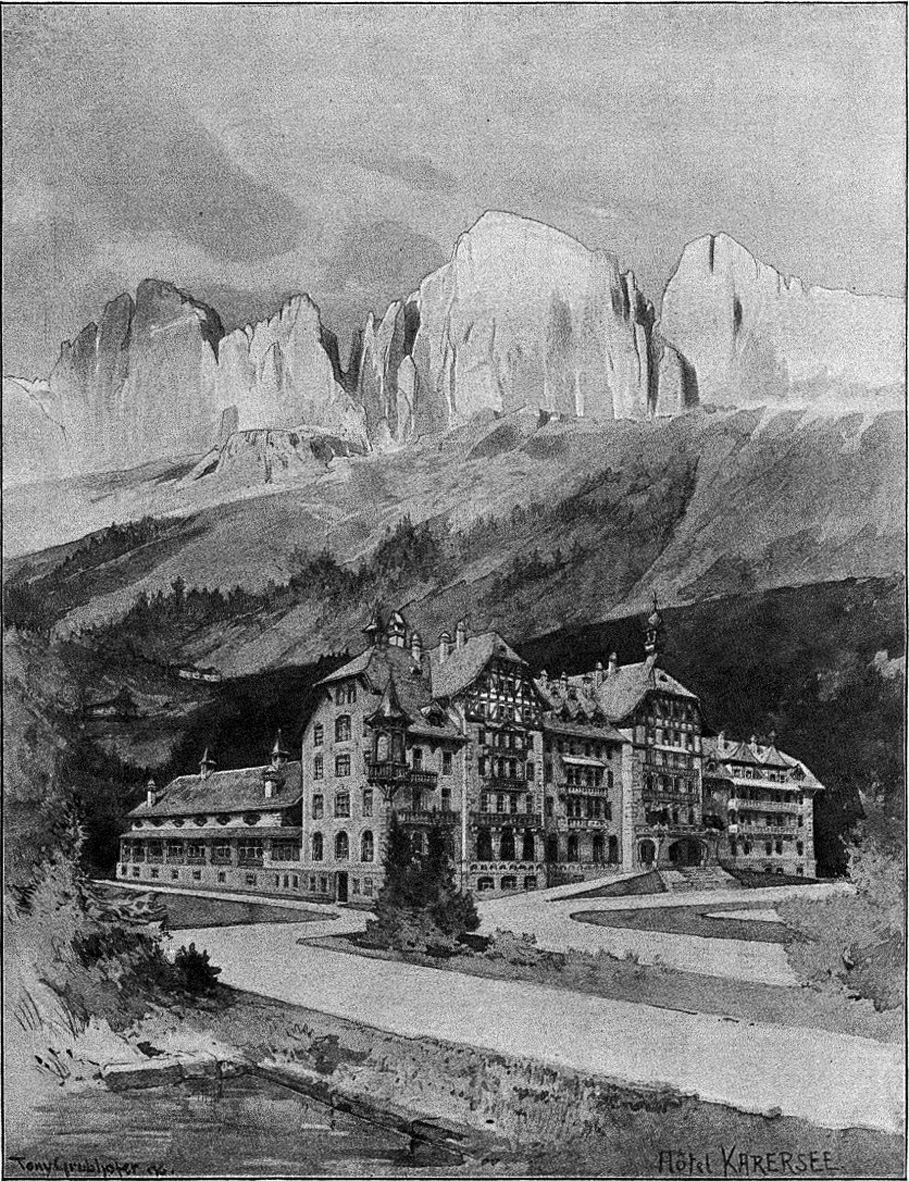
Grand-Hotel Karersee/Carezza (auf 1.670 m) im Jahr der Eröffnung, 1896

Am Ende des 19. Jahrhunderts unterstrich der Alpinist Theodor Christomannos die Notwendigkeit, Welschnofen mit dem Karerpass und mit der Gemeinde Vigo di Fassa durch eine Straße zu verbinden. Die Öffnung der Dörfer für den Tourismus sollten Arbeit und neuen Wohlstand ins Tal bringen.
Christomannos ließ auch das „Grand-Hotel Karersee“ erbauen, welches zugleich mit der neuen Straße zum Karerpass 1896 eingeweiht wurde. Illustre Persönlichkeiten aus vielen Ländern Europas und aus Übersee besuchten dieses, wie Kaiserin Sisi, der österreichische Schriftsteller Arthur Schnitzler, die englische Kriminalschriftstellerin Agatha Christie, Karl May, Winston Churchill u. v. a. Der Leipziger Maler und Grafiker Leo Rauth nahm sich 1913 bei Welschnofen das Leben.
Die Straße durch das Eggental war für den sich entwickelnden motorisierten Verkehr gesperrt, aus Rücksicht auf die vielen Hotelgäste, die in ihrer Ruhe mitten in der unberührten Natur nicht gestört werden sollten.
Während des Ersten Weltkriegs wurde das Verbot aufgehoben, die Dolomitenfront war nur wenige Kilometer entfernt, und die Straße diente als Nachschubroute für die Truppen. Während des Krieges erbauten russische Kriegsgefangene die Nigerstraße. Viele starben an Kälte und Entbehrung und wurden beim St.-Josefs-Kirchlein in Karersee beerdigt.
Die Zwischenkriegszeit war für Welschnofen eine schwierige Zeit, die besonders durch die Abtrennung von Österreich 1919 und den in der Folge einsetzenden Faschismus geprägt war. Alles Deutsche wurde verboten, der Name Welschnofen zunächst durch Nova Italiana, dann durch Nova Levante ersetzt.

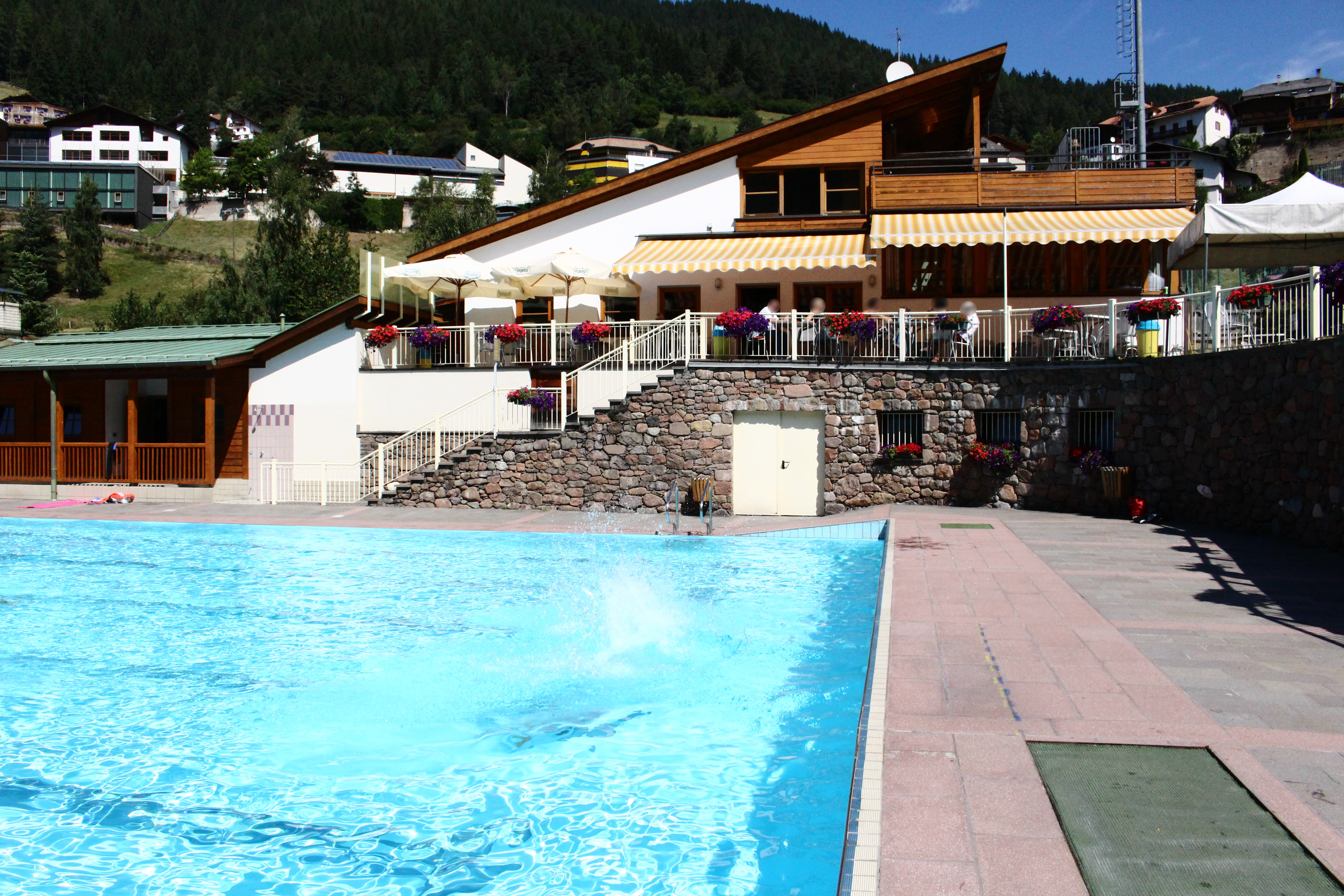
Freibad Welschnofen

Einen nie da gewesenen wirtschaftlichen Aufschwung erlebte das Gebiet nach dem Zweiten Weltkrieg. Die Menschen fanden im Tourismus und in der Holzwirtschaft viele neue Arbeitsplätze. Innerhalb einiger Jahrzehnte veränderte sich das Ortsbild stark: Hotels entstanden, Einfamilienhäuser wurden gebaut, dazu verschiedene Infrastruktureinrichtungen wie Lifte, Schwimmbad, Sportzentrum, Vereinshaus etc. Viele Kleinbauern gaben die Landwirtschaft auf und fanden Arbeit im Tourismusgewerbe. Welschnofen war zu einem Touristenzentrum geworden.
In den 1990er Jahren fanden die Liftbetreiber keinen geschlossenen Weg, das Skigebiet nach den neuen Bedürfnissen der Sportbegeisterten zu steuern. Es folgte eine Krise, die zum Konkurs der Laurin-Lifte führte. Ein Unternehmer ist seit 2008 dabei, das Skigebiet durch ein umfassendes Investitionsprogramm neu zu positionieren.
Die Südtiroler Landesregierung hat ihre eigene Baumschule in Welschnofen-Karersee angesiedelt. Am Fuße des Latemar liegt die Landesdomäne, welche Förster ausbildet und Arbeitsplätze für die Welschnofner geschaffen hat. Das Holz ist von einer Qualität, dass Spezialanfertigungen damit möglich sind. Auch Geigenbauer kaufen hier den Rohstoff für das Instrument.
Heute spielt der Sommer- und Winter-Tourismus nach wie vor eine große Rolle, während die Holzwirtschaft an Bedeutung verloren hat. In den 1990er Jahren entwickelte sich das Phänomen des Pendlertums. Immer mehr Menschen finden Arbeit in der nahe gelegenen Südtiroler Landeshauptstadt Bozen.

## Politik

### Bürgermeister
Bürgermeister seit 1945:
- Johann Geiger: 1945–1968
- Alois Erschbaumer: 1968–1969
- Manfred Wiedenhofer: 1969–1992
- Othmar Neulichedl: 1992–2000
- Luis Neulichedl: 2000–2005
- Elmar Pattis: 2005–2010
- Markus Dejori: 2010–2025
- Thomas Pardeller: seit 2025

### Wappen
Blasonierung: Geviert von Schwarz und Rot; im ersten und vierten Feld ein goldener Löwe, im zweiten und dritten über blauem Dreiberg eine silberne Brezel. Letzteres ist das Wappen des Richters Bartlmä Pretz von Pretzenberg.

## Bevölkerung
Welschnofen ist gemäß den erhobenen Sprachgruppenzugehörigkeitserklärungen bzw. Sprachgruppenzuordnungserklärungen eine weitgehend deutschsprachige Gemeinde. Als Berechnungsgrundlage der folgenden Prozentwerte wurden die gültigen Erklärungen von Personen mit italienischer Staatsbürgerschaft herangezogen.
| Sprache     | 1981    | 1991    | 2001    | 2011    | 2024    |
| ----------- | ------- | ------- | ------- | ------- | ------- |
| Deutsch     | 98,21 % | 96,85 % | 96,19 % | 94,00 % | 91,03 % |
| Italienisch | 1,60 %  | 2,90 %  | 3,45 %  | 5,53 %  | 8,33 %  |
| Ladinisch   | 0,19 %  | 0,24 %  | 0,36 %  | 0,47 %  | 0,63 %  |

## Bildung
In der Gemeinde gibt es für die deutsche Sprachgruppe eine Grundschule und eine Mittelschule.
Etwas unterhalb des Karerpasses ist zudem die Forstschule Latemar des Landes Südtirol angesiedelt, ein Aus- und Weiterbildungszentrum für die Bereiche Forst, Holz und Jagd.

## Verkehr
Erschlossen ist Welschnofen für den Kraftverkehr in erster Linie über die Staatsstraße 241 (auch als „Große Dolomitenstraße“ bezeichnet), die in Kardaun bei Bozen von der SS 12 abzweigt und durch das Eggental über den Karerpass ins Fassatal führt. Zudem besteht eine Straße über den Nigerpass ins Tierser Tal.